# Plamen Kralev
Plamen Simeonov Kralev (bulgariska: Пламен Симеонов Кралев), född 22 februari 1973 i Sofia, är en bulgarisk racerförare och motorsportambassadör i Bulgarien.

## Racingkarriär
År 2008 körde Kralev i tre olika GT-mästerskap och fortsatte med två stycken även 2009. Han körde då även Le Mans 24-timmars i GT2-klassen i en Porsche 911 GT3 RSR 997, tillsammans med Darryl O'Young och Philippe Hesnault. Efter detta tog Kralev en lite annorlunda väg inom racingen. Vanligtvis brukar en förare gå från formelbilsracing till GT-, standardvagns- eller sportvagnsracing, men Kralev gjorde tvärtom. Han körde för Trident Racing i GP2 Asia Series säsongen 2009/2010 och fortsatte sedan med FIA Formula Two Championship under 2010, där han tog en poäng under säsongen. Han tävlar i samma mästerskap även 2011.
| År                                               | Klass/Mästerskap                                 | Team                                          | Bil                      | Totalt/poäng   | Bästa placering        |
| ------------------------------------------------ | ------------------------------------------------ | --------------------------------------------- | ------------------------ | -------------- | ---------------------- |
| 2007                                             | Ferrari Challenge Europe - Coppa Shell Challenge | Team Rosokorso                                | ?                        | 11:a/112p      | Två segrar             |
| 2008                                             | Ferrari Challenge Europe                         | Kessel Racing                                 | ?                        | 5:a/?p         | Två segrar             |
| 2008                                             | FIA GT3 European Championship                    | Kessel Racing                                 | Ferrari F430 GT3         | -/0p           | ?                      |
| 2008                                             | ADAC GT Masters                                  | Kessel Racing                                 | Ferrari F430 GT3         | 22:a/10p       | 2:a på ?               |
| 2008                                             | International GT Open - GTA                      | Racing Team EdilCris                          | Ferrari 430 GT2          | 26:a/4p        | ?                      |
| 2008                                             | International GT Open                            | Racing Team EdilCris                          | Ferrari 430 GT2          | 40:e/10p       | ?                      |
| 2008                                             | Ferrari Challenge World Cup                      | Kessel Racing                                 | ?                        | ?              | ?                      |
| 2008                                             | Ferrari Challenge Italia                         | ?                                             | ?                        | ?              | 1:a på ?               |
| 2009                                             | International GT Open                            | Vittoria Competizioni                         | Ferrari 430 GT2          | 43:a/7p        | ?                      |
| 2009                                             | International GT Open - Super GT                 | Vittoria Competizioni                         | Ferrari 430 GT2          | -/0p           | ?                      |
| 2009                                             | Le Mans 24-timmars - GT2                         | Endurance Asia Team                           | Porsche 911 GT3 RSR 997  | 11:a           | 11:a                   |
| 2009                                             | Le Mans Series - GT2                             | JMB Racing                                    | Ferrari F430 GT          | -/0p           | ? i 1000km of Spa      |
| 2009/2010                                        | GP2 Asia Series                                  | Trident Racing                                | Dallara GP2/05 (Renault) | -/0p           | Två sextondeplatser    |
| 2010                                             | FIA Formula Two Championship                     | Bulgarian State Agency Tourism (huvudsponsor) | Williams JPH1B F2 (Audi) | 20:e/1p        | 10:a på Monza (Race 1) |
| 2011                                             | FIA Formula Two Championship                     | M-tel (huvudsponsor)                          | Williams JPH1B F2 (Audi) | säsongen pågår | säsongen pågår         |
| Senast uppdaterad: 2011-05-05 (4999 dagar sedan) |                                                  |                                               |                          |                |                        |